# Irregularis
Irregularis (łac. "nietypowe") – krój pisma zaprojektowany w 2013 roku przez Arman Ay. Charakteryzuje się swobodnym, prostym, ale nieregularnym odręcznym stylem i został stworzony zarówno dla użytku osobistego i handlowego. Krój został uznany przez wielu ekspertów, w tym Luc Devroye, profesora  Szkoły Informatyki z McGill University w Montrealu w Kanadzie.